# Mirbelia pungens
Mirbelia pungens là một loài thực vật có hoa trong họ Đậu. Loài này được Don miêu tả khoa học đầu tiên.